# Lutherse kerk (Rotterdam)

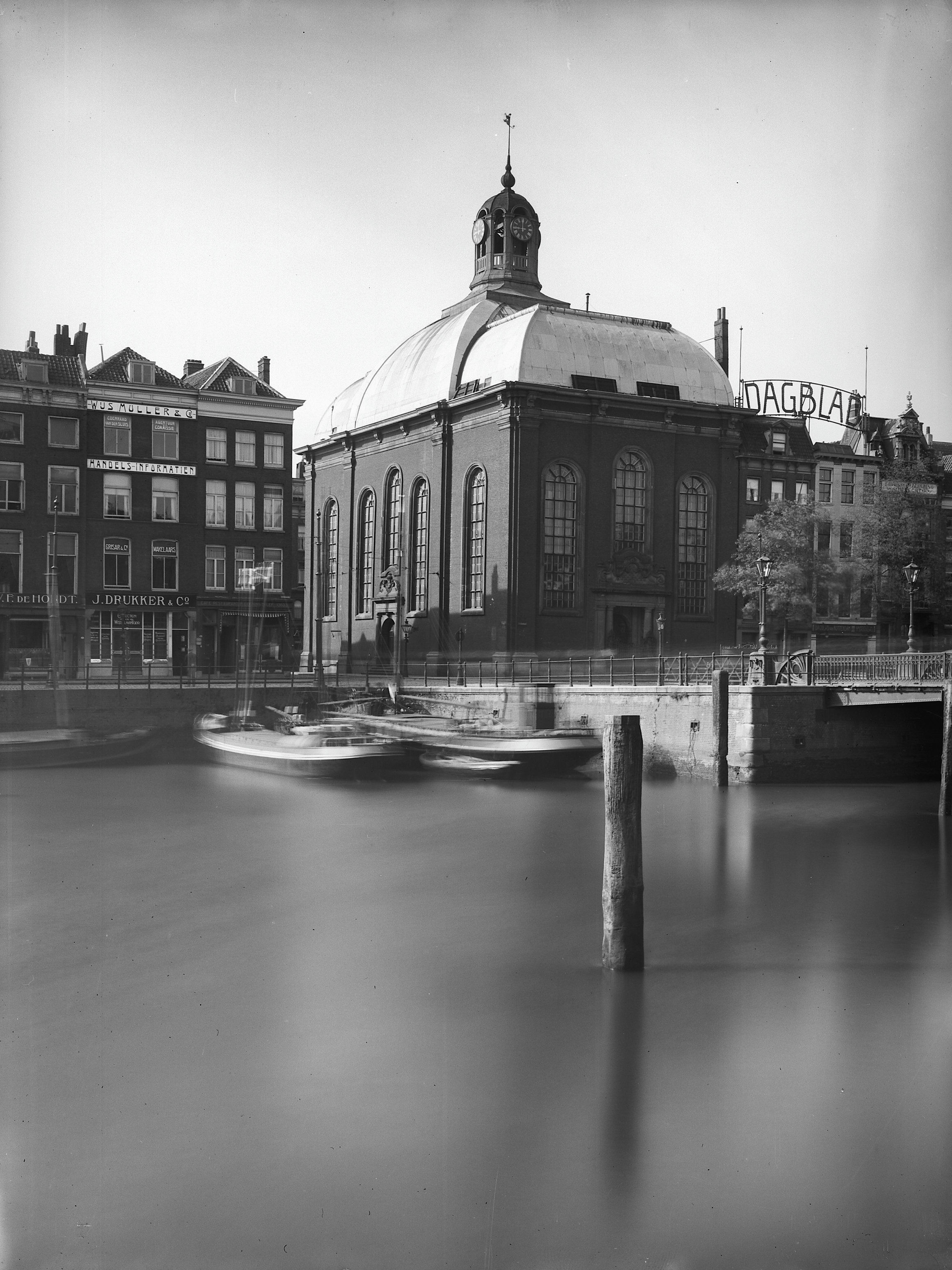
De Lutherse kerk aan het Wolfshoek, gefotografeerd vanaf de Noordblaak in 1920

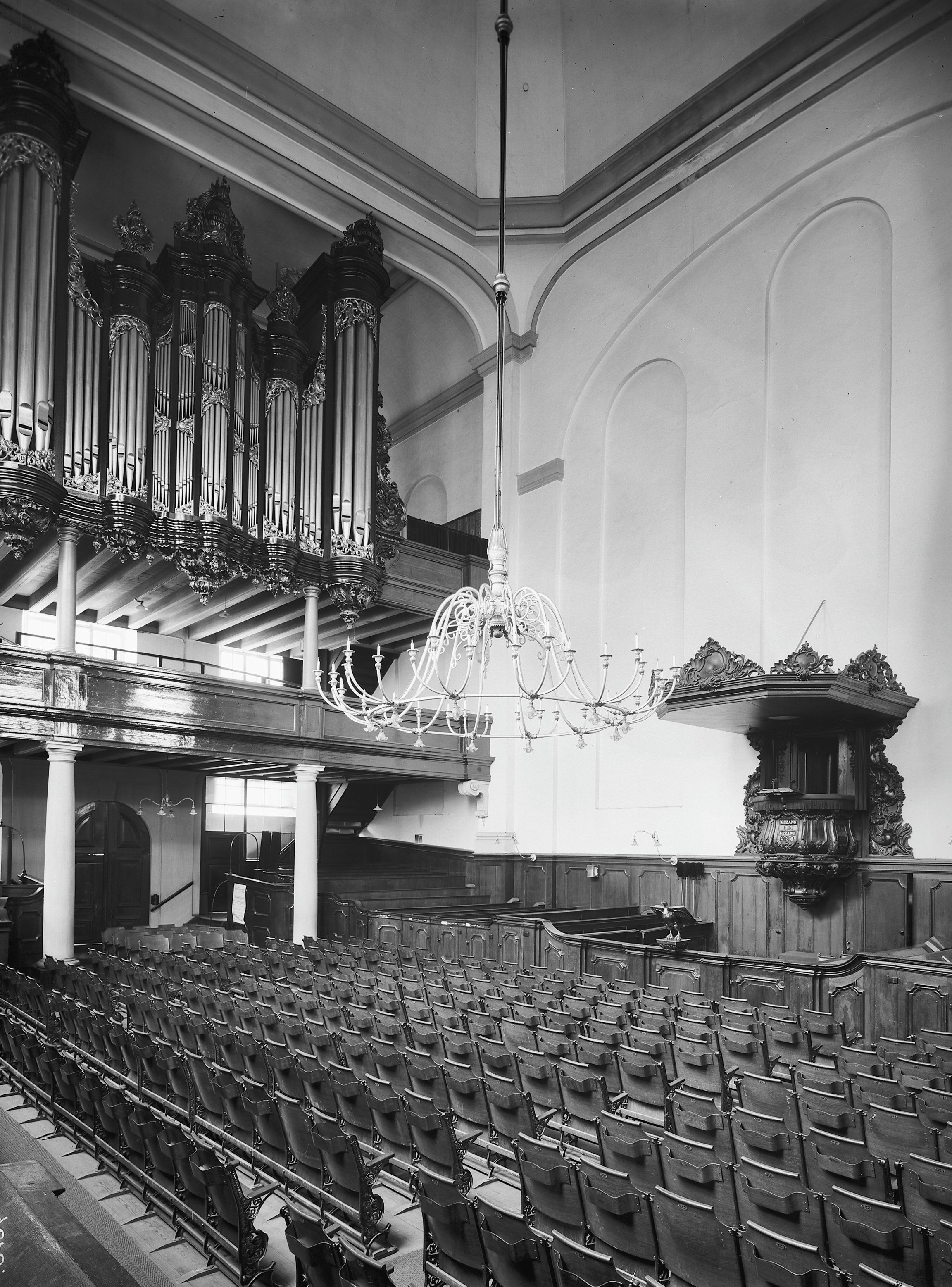
Interieur van de Lutherse kerk aan het Wolfshoek, gefotografeerd in 1920

De Lutherse kerk (ook Wolfshoekkerk genoemd) was een kerkgebouw van de Evangelisch-Lutherse Gemeente uit 1736 in het centrum van Rotterdam. De kerk stond op de hoek van het Wolfshoek (nu de Blaak) en de Posthoornsteeg (nu Posthoornstraat). 
De kerk werd verwoest aan het begin van de Tweede Wereldoorlog, bij het bombardement op Rotterdam van 14 mei 1940.

## Geschiedenis
De Evangelisch-Lutherse Gemeente had vanaf het begin van de 17e eeuw een kerk in Rotterdam aan de Binnenvest, eerst een schuilkerkje (de Martinistenkerk) en van 1651 tot 1736 een grotere (de Luthersche kerk op 't Colchoseiland). In 1732 kochten drie leden van de kerkenraad een terrein aan het Wolfshoek, de Posthoornsteeg en de Korte Wijnstraat en boden dat aan voor de bouw van de nieuwe kerk. Onder bouwmeester Titus de Favre (ook wel Titus Faber genoemd) werd in 1733 de bouw van de kerk begonnen, die op 16 december 1736 plechtig werd ingewijd. 

## Gebouw
De kerk was ruwweg vierkant en in baksteen gebouwd. De versieringen en geveldetails en de drie toegangen waren in Bentheimer zandsteen uitgevoerd. Het dak was koepelvormig en met koper bedekt en steunde een klokkentorentje. De toegang aan het Wolfshoek was het fraaist en met een hekwerk afgesloten. Het interieur bestond uit een overwelfd middenschip en twee zijpanden met twee boven elkaar liggende galerijen van zo'n 7 m diepte. 
In 1749 werd een orgel van Christiaan Müller in gebruik genomen, dat in 1887 werd uitgebreid en verbouwd.

## Bombardement
Het bombardement op Rotterdam verwoestte de Wolfshoekkerk. De kerk werd niet herbouwd. 
Op de plek waar de kerk had gestaan verrees na de bezetting het gebouw van de Bank voor Handel en Scheepvaart (1955). Na een verbouwing is daarin sinds 2001 de Kamer van Koophandel gevestigd. 
De Evangelisch-Lutherse Gemeente opende in 1949 de nieuwe Andreaskerk aan de Heer Vrankestraat in het Oude Noorden.

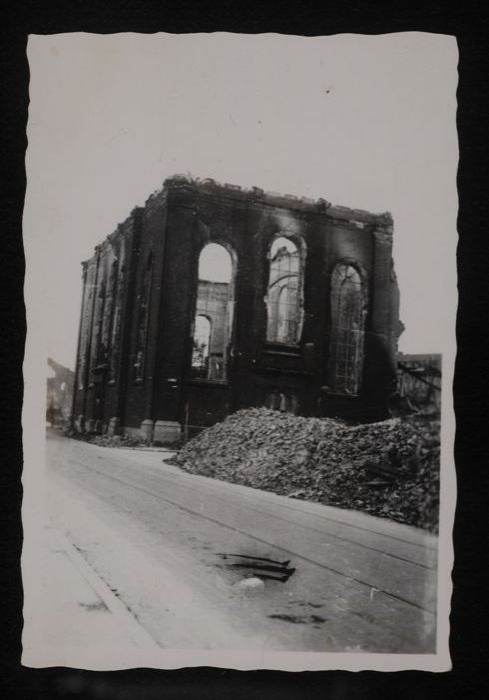
De ruïne van de Lutherse Kerk na het bombardement
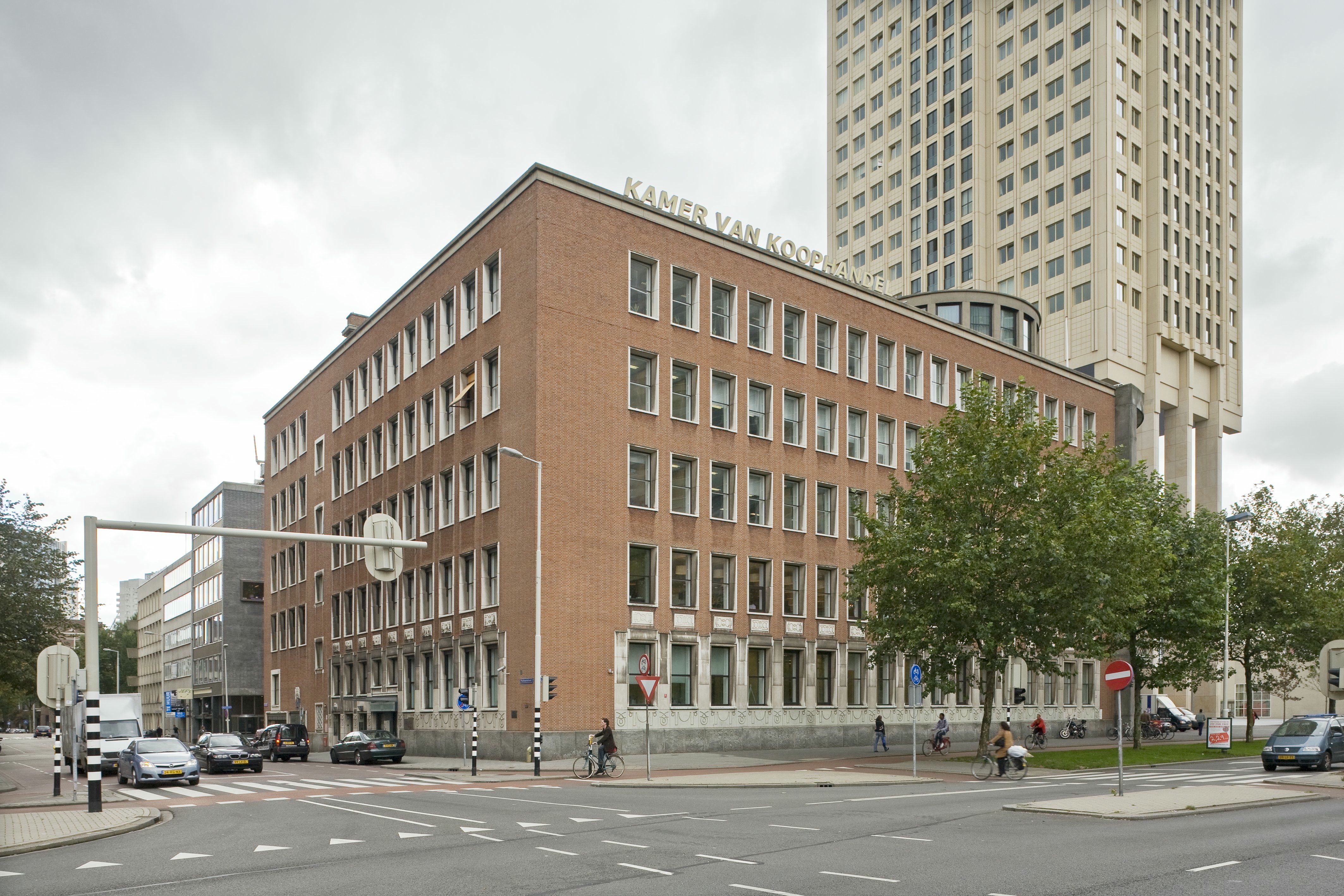
Het gebouw van de Kamer van Koophandel aan de Blaak waar de Lutherse kerk stond
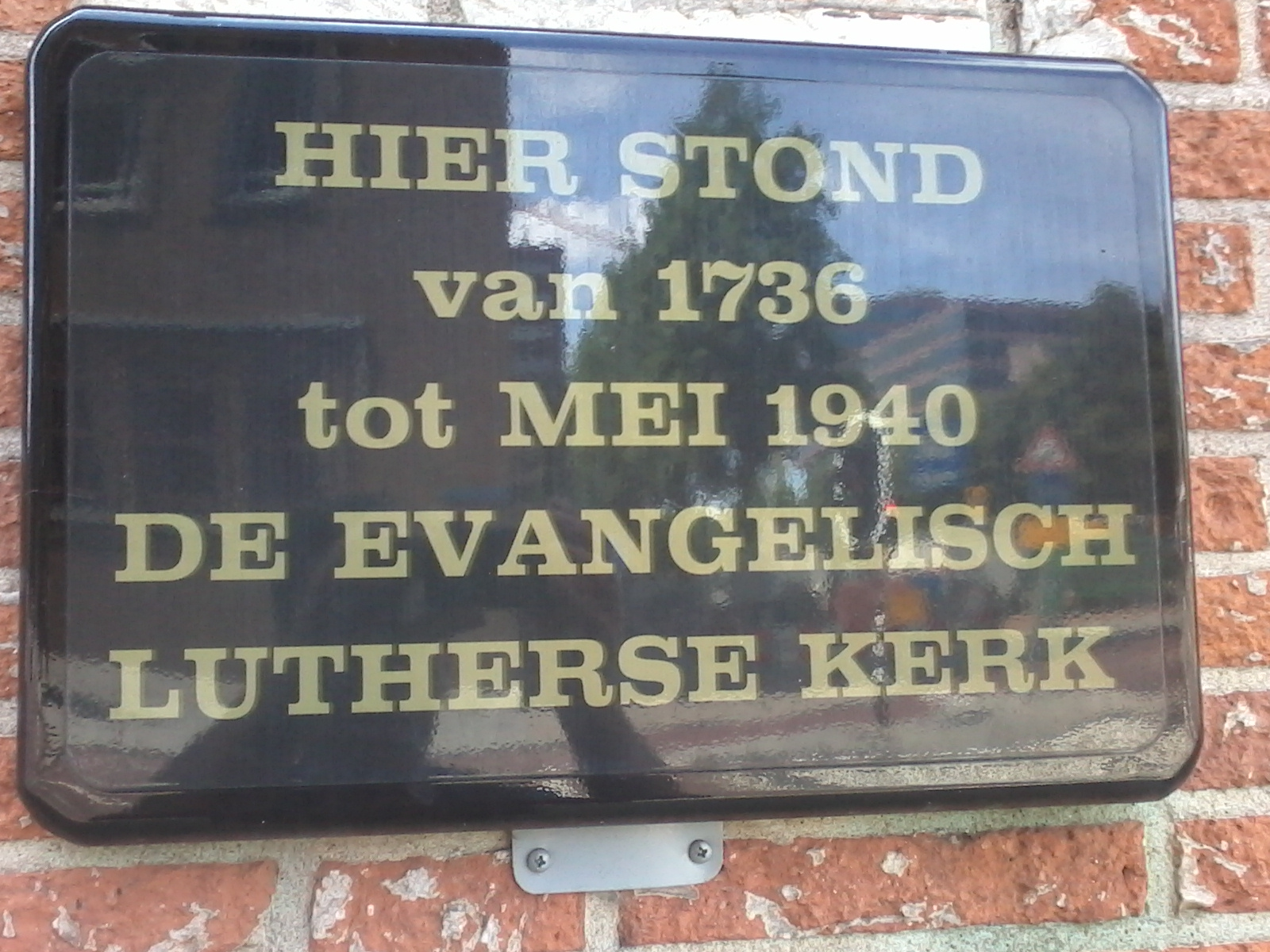
Plaquette in de Posthoornstraat ter herinnering aan de Lutherse Kerk